# Zdzisław Giżejewski
Zdzisław Giżejewski (ur. 24 października 1926, zm. 6 września 1980) – aktor, działacz społeczny.

## Życiorys
Zdzisław Giżejewski urodził się w Bydgoszczy, a jego ojcem był Edmund Giżejewski, profesor konserwatorium muzycznego. W rodzinnym mieście ukończył szkołę podstawową, a w roku 1939 rozpoczął dalszą edukację w gimnazjum w Skarżysku-Kamiennej, gdzie przeniósł się wraz z rodziną. Przez wybuch II wojny światowej zmuszony został przerwać edukację, więc uczęszczał na tajne komplety gimnazjalne. Przez trudną sytuację rodzinną pracował w elektrowni miejskiej. Zabrano go do obozu pracy w 1943 roku, ale uciekł i wstąpił do oddziału Armii Krajowej. Był ranny i przebywał w domu na rekonwalescencji, ale na początku 1945 roku okupant wywiózł Giżejewskiego do III Rzeszy na roboty.
Z Dolnego Śląska, gdzie był na pracach, wyjechał poprzez Czechy, Austrię i południowe Niemcy, aż w kwietniu 1945 roku dotarł do Włoch, a tam wstąpił do Polskich Sił Zbrojnych. Po zakończonej wojnie wraz z 2 Korpusem przybył do Wielkiej Brytanii, gdzie m.in. uczęszczał do szkoły o profilu administracyjno–handlowym. W kraju znalazł się pod koniec 1947 roku i zamieszkał w Grudziądzu. W 1948 roku pracował w Tczewie jako nauczyciel i tam uzyskał świadectwo dojrzałości. We wrześniu 1948 roku po przyjeździe do Szczecina zaczął studiować w Akademii Handlowej i związał się z Zespołem Żywego Słowa „Czytelnik” w którym był recytatorem. W 1950 roku przerwał studia i uzyskał wstępne kwalifikacje aktorskie. W mieście związał się z Państwowym Teatrem Dramatycznym, będąc w nim aktorem oraz w „Głosie Szczecińskim” był felietonistą teatralnym podobnie jak w lokalnej rozgłośni Polskiego Radia. Ze Szczecina we wrześniu 1952 roku wyjechał do Gniezna, gdzie w Teatrze im. Aleksandra Fredry był kierownikiem literackim. Przed Państwową Komisją Egzaminacyjną przy Wyższej Szkole Teatralnej w Krakowie złożył w 1953 roku egzamin eksternistyczny w zawodzie aktora dramatu. Z Gniezna wyjechał w styczniu 1955 roku do Zielonej Góry w której objął w Lubuskim Teatrze w Zielonej Górze stanowisko kierownika literackiego. Na scenie Teatru Lubuskiego występował, między innymi w Niemcach Leona Kruczkowskiego, Weselu Stanisława Wyspiańskiego, Policji Sławomira Mrożka, Ożenku Nikołaja Gogola oraz wielu innych. Poza pracą zawodową w teatrze był aktywnym działaczem w zielonogórskim środowisku muzycznym i literackim. Prezes Lubuskiego Towarzystwa Muzycznego im. Henryka Wieniawskiego od 1961 do 1965 roku.
Prowadził w Studium Nauczycielskim oraz w Wyższej Szkole Pedagogicznej od 1957 do 1980 roku zajęcia kulturalno–oświatowe. W Towarzystwie Wiedzy Powszechnej i Towarzystwie Rozwoju Ziem Zachodnich był wykładowcą. Kierownik Wydziału Kultury Miejskiej Rady Narodowej w roku 1963, a od roku następnego związał się etatowo z Estradą Ziemi Lubuskiej. Był w niej kierownikiem artystycznym, a nawet dyrektorem od 1968 do 1970 roku. Zrezygnował z pracy w Estradzie Lubuskiej i we Wrocławiu był kierownikiem artystycznym od 1973 do 1975 roku w Państwowym Przedsiębiorstwie Imprez Artystycznych „Impart”, a następnie we Frankfurcie nad Odrą w sezonie teatralnym 1976/77 w Teatrze im. Kleista był konsultantem. W Filharmonii Zielonogórskiej w 1977 roku był zastępcą dyrektora. Pracował w Poznaniu na początku 1979 roku w Teatrze Muzycznym jako aktor. Wiele jego publikacji wpływało na zainteresowanie teatrem, sztuką i muzyką, które ukazywały się w „Nadodrzu", „Odrze”, „Nowych Sygnałach”, „Gazecie Zielonogórskiej” oraz na falach Rozgłośni Zielonogórskiej Polskiego Radia. W 1967 roku otrzymał Lubuską Nagrodę Kulturalną. Zmarł 6 września 1980 roku w Zielonej Górze.

## Ordery i odznaczenia
- Złoty Krzyż Zasługi (1969),
- Odznaka Honorowa „Za zasługi w rozwoju województwa zielonogórskiego” (1977),
- Odznaka Zasłużonego Działacza Kultury (1968),
- Złota Odznaka im. Janka Krasickiego (1973).